# Pravno varstvo
Pravno varstvo je pravica vsakogar od državnih organov zahtevati varstvo v primeru, da misli, da mu je bila kršena pravica.
Varstvo se zahteva z vložitvijo  pritožbe, izrednega pravnega sredstva ali tožbe na pristojni državni organ; s tem trenutnom se začne pravovarstveni postopek; npr. pritožbeni postopek pred upravnim organom ali sojenje v kazenski ali civilni zadevi.
Pravovarstveni postopek se zaključi s pravnomnočno odločbo (npr. sodba), s katero država prositelju prizna ali ne prizna pravice do pravnega varstva. Če mu prizna, država pravno varstvo tudi izvrši.
Pomen pravnega varstva je v reševanju sporov brez nasilja med posamezniki. Pravica do nasilja (represije je pridržana državi.

## Temelj pravice
Pravno varstvo zoper javnopravne akte, se pravi zoper odločitve državnih in občinskih organov, ter nosilcev javnih pooblastil, zagotavlja že ustava: »Zoper zasebnopravne akte (kršitev pogodb, povzročitev škode in druge obligacije) pravno varstvo zagotavlja Obligacijski zakonik (temeljni pravni akt zasebnega prava)«. 

## Kršitev pravice
Kršitev pravice je zelo ohlapen pogoj. 
Vsebinsko je to neupravičen poseg v pravico drugega. Primeri so kraja tuje stvari (poseg v lastninsko pravico), zloraba uradnega položaja, kršitev pogodbenih rokov, dobava okvarjene stvari, povzročitev duševnih bolečin ...
Postopkovno - za sprožitev pravovarstvenega postopka - pa povsem zadostuje zatrjevanje tistega, ki zahteva pravno varstvo. Že z zatrjevanjem je procesno legitimiran, tj. upravičen sodelovati v pravovarstvenem postopku.
Obramba pred prezpredmetnimi zahtevami je dvojna:
- ob vložitvi zahteve je potrebno poravnati sodne oz. upravne takse, ki niso nizke. Brez plačila je vloga nepopolna in se zavrže, še preden se dejansko obravnavanje začne (izjemoma se prosilca lahko oprosti plačila takse zaradi težkega materialnega položaja);
- po vložitvi in plačilu takse se opravi predhodni preizkus zahteve (v kazenskem postopku npr. predhodni preizkus obtožnice). Če je zahtevek nesklepčen (tj. po materialnem pravu očitno neutemeljen), ga državni organ takoj zavrne. S tem je o zahtevku odločeno.

O tem, ali je zahtevek dejansko utemeljen (materialna legitimacija), se odloči v pravovarstvenem postopku.

## Pravovarstveni postopki
Za določena področja (kršitev) določa področni zakon poseben postopek:
- Kazniva dejanja se obravnavajo v kazenskem postopku, prekrški pa v postopku za prekrške;
- Civilnopravni spori s področja obligacij in stvarnega prava se obravnavajo v civilnem pravdnem postopku,

večina sporov s področja družinskega prava v nepravdnem postopku, spori z dednega prava pa v posebnem zapuščinskem postopku;
- Davčni spori potekajo v davčnem postopku; inšpekcijski nadzor v inšpekcijskem postopku;
- Splošno se upravne stvari rešujejo v upravnem postopku;